# Konieczki (Ełk)
Konieczki – osiedle mieszkaniowe w północno-wschodniej części Ełku. Od zachodu poprzez ogrody działkowe graniczy z osiedlem Północ II, a od południa z Zatorzem. W zabudowie osiedla dominują bloki mieszkalne. Na obrzeżach osiedla dominuje zabudowa jednorodzinna z ogrodami. Nazwa osiedla pochodzi od pobliskiej wsi Konieczki, znajdującej się przy przedłużeniu ulicy Kajki na północ od osiedla Północ II. Na terenie osiedla znajduje się parafia pw. Chrystusa Sługi. Przez północno-wschodnią część osiedla przebiega obwodnica Ełku, będąca częścią dróg krajowych nr 16 i nr 65.

## Osiedle w statystykach

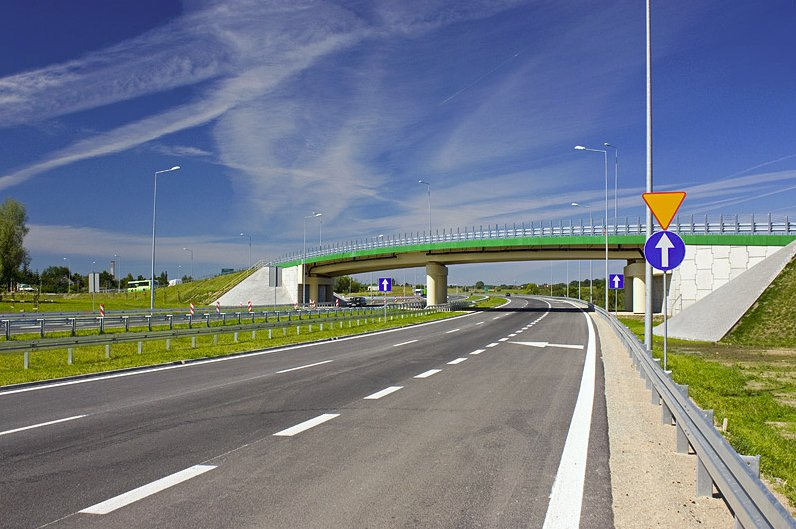
Fragment obwodnicy Ełku w północnej części osiedla

## Osiedle w statystykach[2]
| Dane                           | Liczba      |
| ------------------------------ | ----------- |
| Liczba mieszkańców             | 5076        |
| Budynki mieszkalne             | 33          |
| Mieszkania                     | 1725        |
| Powierzchnia użytkowa mieszkań | 94751,31 m² |
| Lokale użytkowe                | 42          |
| Powierzchnia użytkowa lokali   | 3048,97 m²  |
| Garaże                         | 433         |
| Powierzchnia garaży            | 6825,78 m²  |

## Placówki oświaty
- Publiczna Szkoła Podstawowa nr 9 im. Jana Pawła II
- Szkoła Policealna "Medyk"

## Ulice
- ul. Karola Bahrkego
- ul. Generała Tadeusza Bora Komorowskiego
- ul. majora Henryka Dobrzańskiego
- ul. Generała Stefana Grota Roweckiego
- ul. Kolonia
- ul. Konieczki
- ul. Generała Leopolda Okulickiego
- ul. majora Jana Piwnika Ponurego
- ul. Generała Zygmunta Podhorskiego
- ul. Wincentego Witosa
- ul. Rotmistrza Pileckiego